# Sorni
Sorni è una frazione del comune italiano di Lavis, nella provincia autonoma di Trento, in Trentino-Alto Adige. Si trova a 287 m s.l.m. ed ha 238 abitanti.
La zona è conosciuta soprattutto per la coltivazione di uve a bacca bianca e rossa da cui si producono Spumante Trento DOC e apprezzati vini come il Sorni bianco e il Sorni rosso, due vini che hanno ricevuto il riconoscimento Trentino DOC. È possibile degustarli presso gli Agritur e cantine presenti in loco.
La frazione sorge sulle pendici occidentali del Monte Corona (1036 m) e il nucleo antico dell'abitato domina la Valle dell'Adige dalla cima di una collina tra il Rio Sorni e la Val Parolina. 

## Storia

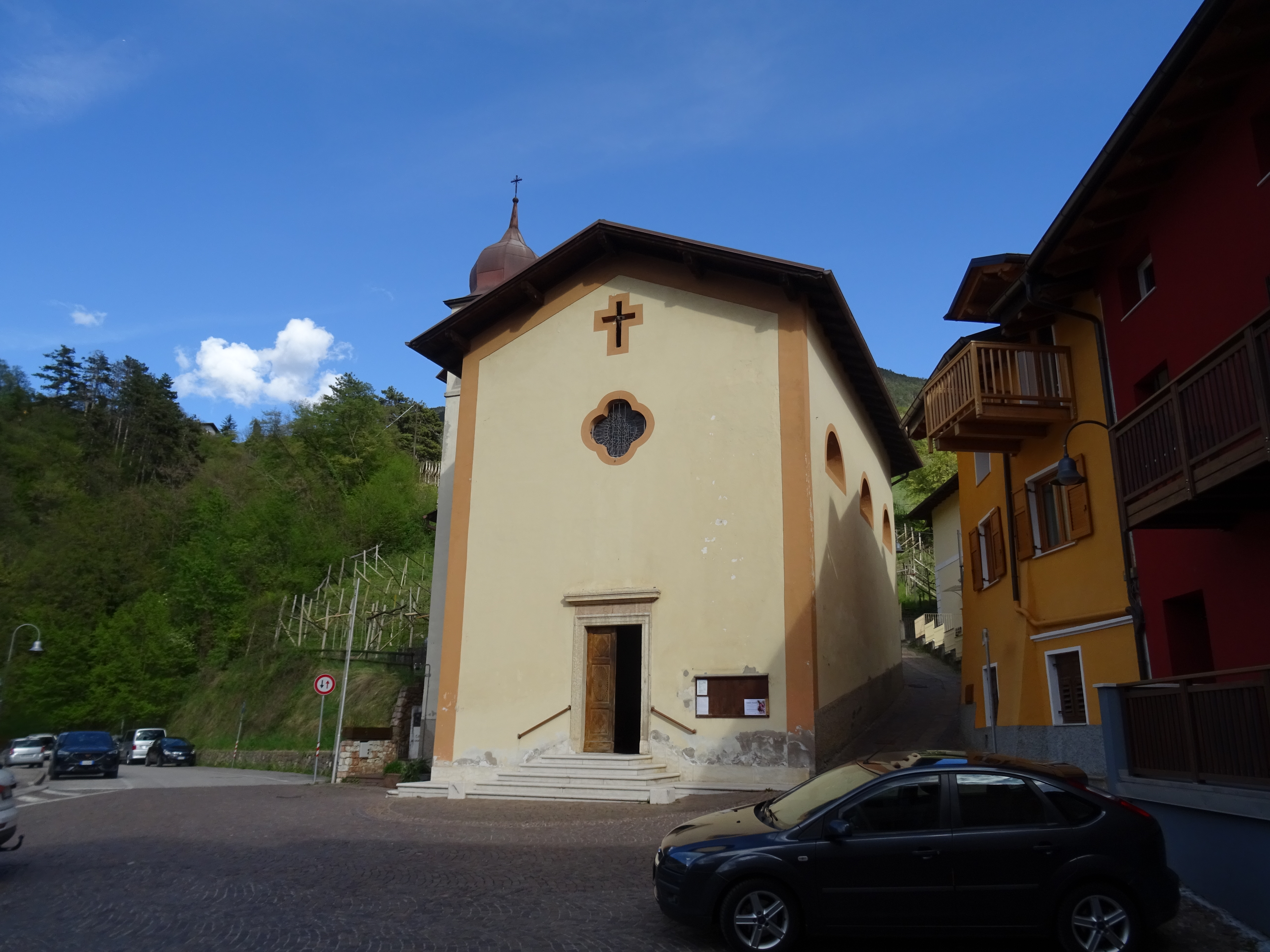
La chiesa di Santa Maria Assunta

Sorni nasce come Maso della famiglia bavarese "Schorn" attorno al XIV sec. grazie al suo microclima favorevole all'agricoltura.

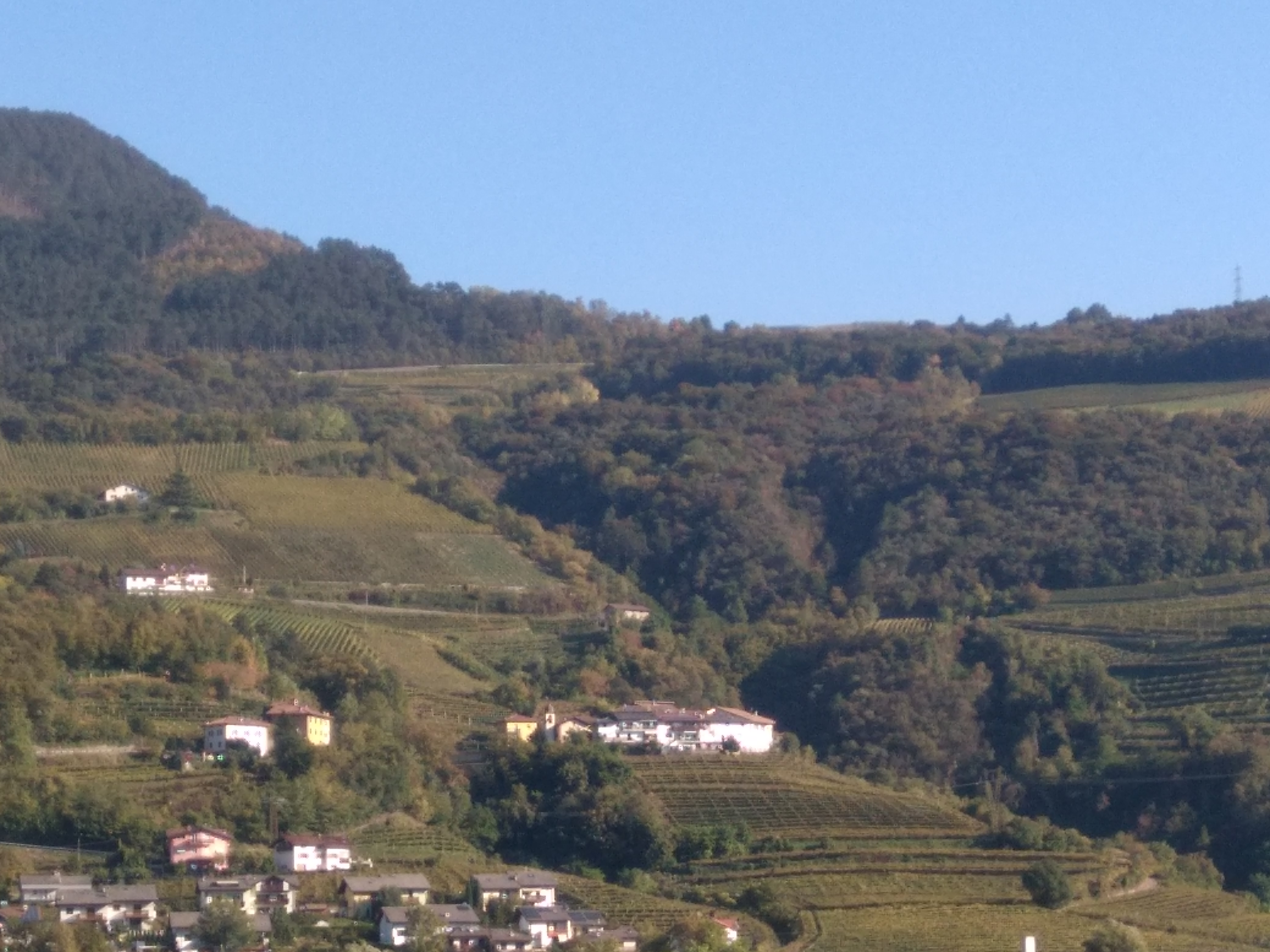
Veduta del nucleo storico di Sorni

## Monumenti e luoghi di interesse
- Chiesa di Santa Maria Assunta (XVII secolo)[3]; costruita nel 1636 custodisce la "Pala dell'Assunta", opera attribuita a Valentino Rovisi della scuola della Valle di Fiemme e una "Via crucis" del 1930 del pittore Aldi.
- Fontana: in una piccola piazzetta secondaria è presente una fontana di recente costruzione, andata a sostituire un antico lavatoio.
- Masi di Sorni: Maso Zatelli, Maso della Pulce, Maso Rosabel, Maso alle Laste, Maso Nero, Maso Nuovo e Maso Panizza tutti collegati da sentieri e dalla strada del Vino, luogo ideale per un'escursione nel verde a piedi o in bicicletta.

## Infrastrutture e trasporti
Sorni è servito dalla linea extraurbana di Trentino Trasporti. È stata invece dismessa la Stazione di Sorni-Sornello, nel territorio del comune di San Michele all'Adige.

## Altri progetti

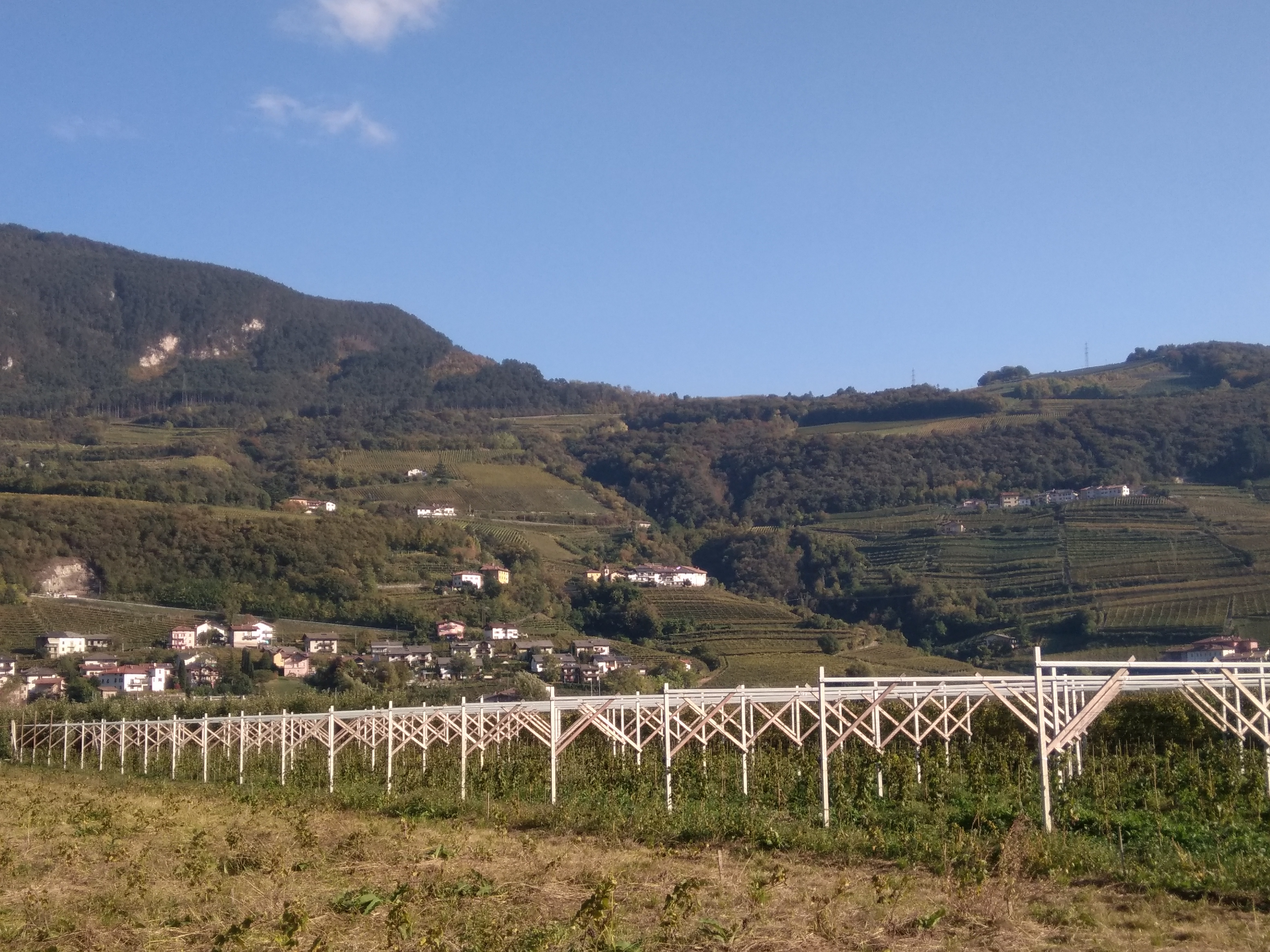
Veduta della frazione